# Декарбоксилирование

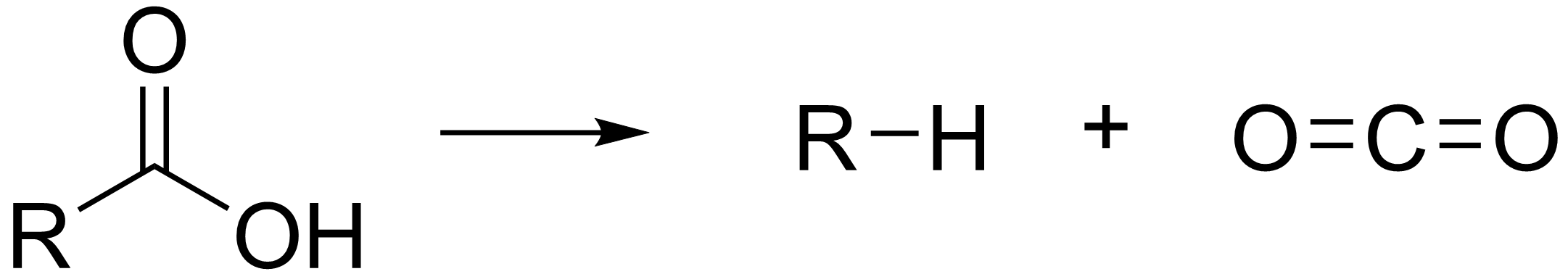

Декарбоксилирование — это реакция элиминирования молекулы диоксида углерода из карбоксильной группы (-COOH) или карбоксилатной (-COOMe) группы органических соединений:
{\displaystyle {\mathsf {RCOOH\rightarrow RH+CO_{2}}}}

## Примеры реакций
Реакция декарбоксилирования обычно протекает при нагревании в присутствии кислот или оснований. Наиболее устойчивы к декарбоксилированию монокарбоновые насыщенные кислоты: реакция протекает только при высоких температурах:
{\displaystyle {\mathsf {CH_{3}COONa+NaOH{\xrightarrow[{}]{400^{o}C}}CH_{4}+Na_{2}CO_{3}}}}
При наличии в α-положении электроотрицательных групп реакция декарбоксилирования облегчается вследствие возникновения циклического переходного состояния, например, для ацетоуксусной кислоты:
По аналогичной схеме отсуществляется декарбоксилирование нитроуксусной кислоты:
Реакция декарбоксилирования нитроалкановых кислот является одним из препаративных способов синтеза нитроалканов.
Если карбоксильная группа связана с электрофильными группами, то отщепление молекулы диоксида углерода протекает особенно легко, в частности термическое разложение пировиноградной и щавелевой кислот:
{\displaystyle {\mathsf {CH_{3}C(O)COOH\rightarrow CH_{3}CHO+CO_{2}}}}
{\displaystyle {\mathsf {HOOC-COOH\rightarrow CO_{2}+CO+H_{2}O}}}
Декарбоксилирование дикарбоновых кислот используется для получения циклических кетонов. Например, нагревание адипиновой кислоты с небольшим количеством оксида бария позволяет получать с хорошим выходом циклопентанон:
Декарбоксилирование ароматических кислот протекает в жёстких условиях, в частности, в хинолине в присутствии порошков металлов в качестве катализатора. Так, нагревание пирослизевой кислоты в присутствии порошка меди приводит к фурану:
Наличие в ароматическом кольце электрофильных заместителей также облегчает протекание реакции декарбоксилирования.
Пары карбоновых кислот над нагретым катализатором (CaCO3, BaCO3, Al2O3) превращаются в кетоны:
{\displaystyle {\mathsf {RCOOH+R'COOH\rightarrow RCOR+R'COR'+RCOR'+H_{2}O+CO_{2}}}}
Реакция Кольбе — декарбоксилирование натриевых солей карбоновых кислот при электролизе их концентрированных растворов:
{\displaystyle {\mathsf {2RCOO^{-}\rightarrow 2CO_{2}+R{\text{-}}R+2e^{-}}}}
Реакция декарбоксилирования является ключевой стадией таких реакций, как реакции Симонини, Марквальда, Дейкина-Уэста и Бородина-Хунсдикера.

## Окислительное декарбоксилирование
При нагревании до 260—300o С медной соли бензойной кислоты она разлагается с образованием фенилбензоата, диоксида углерода и меди:
[C6H5-C(O)O]2Cu --> C6H5-C(O)O-C6H5 + CO2 + Cu
Реакция протекает через циклическое промежуточное состояние.
Одним из вариантов окислительного декарбоксилирования является реакция карбоновых кислот с тетраацетатом свинца (окислитель) в присутствии хлорида кальция или лития (источник хлорид-анионов). Реакция протекает в кипящем бензоле и приводит к образованию галогенпроизводных углеводородов:
R-C(O)-OH + Pb[CH3C(O)O]4 + 2 LiCl --> R-Cl + Pb[CH3C(O)O]2 + CH3C(O)OLi + CH3C(O)OH
Реакции декарбоксилирования являются неотъемлемыми и важнейшими стадиями таких биохимических процессов как спиртовое брожение и цикл трикарбоновых кислот.